# Uhrînîci, Liubeșiv
Uhrînîci (în ucraineană Угриничі) este un sat în comuna Sedlîșce din raionul Liubeșiv, regiunea Volînia, Ucraina.

## Demografie
Componența lingvistică a localității Uhrînîci
     Ucraineană (99,68%)
     Alte limbi (0,32%)
Conform recensământului din 2001, majoritatea populației localității Uhrînîci era vorbitoare de ucraineană (99,68%), existând în minoritate și vorbitori de alte limbi.